# فريق مراقبي الأمم المتحدة في أمريكا الوسطى
فريق مراقبي الأمم المتحدة في أمريكا الوسطى (ONUCA) كانت بعثة حفظ سلام تابعة للأمم المتحدة، انشئت في 7 نوفمبر 1989 بموجب القرار 644 وتم نشرها في أمريكا الوسطى من نوفمبر 1989 إلى يناير 1992. كان الغرض من تفويض الأمم المتحدة هو مراقبة الالتزامات التي تعهدت بها كوستاريكا والسلفادور وغواتيمالا وهندوراس ونيكاراغوا لتفكيك القوات وتسريح أطراف النزاع. كانت البعثة تدار من المقر في عاصمة هندوراس تيغوسيغالبا. تم نشر 260 مراقبا عسكريا ووحدة مشاة قتالية قوامها ما يقرب من 800 رجل بالإضافة إلى قوات وأفراد دعم من جناح جوي ووحدة بحرية.